# Jakub Kosecki
Jakub Kosecki (* 29. August 1990 in Warschau) ist ein polnischer Fußballspieler.

## Karriere

### Verein
Jakub Kosecki kam 1990 in Warschau als Sohn des Fußballprofis Roman Kosecki zur Welt. Er begann mit dem Fußball in der Jugend des FC Nantes, wo sein Vater zu dieser Zeit unter Vertrag stand. Es folgten weitere Stationen in den Jugendabteilungen von Montpellier HSC, Chicago Fire und Kosa Konstancin.
Im Spätsommer 2008 kam er dann zu Legia Warschau, wo er zunächst für die Nachwuchsmannschaft in der Młoda Ekstraklasa auflief. Ab Sommer 2009 gehörte er zum Kader der ersten Mannschaft. Am 4. Dezember 2009, dem 16. Spieltag der Saison 2009/10, debütierte er in der Ekstraklasa im Auswärtsspiel gegen Zagłębie Lubin (0:0), als er in der 80. Minute für Marcin Mięciel eingewechselt wurde. Allerdings kam er in der ersten Mannschaft von Legia in der Saison 2009/10 nur zu zwei Einsätzen und wurde deshalb zur Saison 2010/11 an den damaligen Zweitligisten ŁKS Łódź ausgeliehen. Hier wurde Kosecki absoluter Leistungsträger und war mit seinen elf Toren in 28 Spielen maßgeblich daran beteiligt, dass ŁKS Łódź als Meister in die Ekstraklasa aufstieg. Nach seiner Rückkehr zur Legia im Sommer 2011 blieb ihm aber wieder nur die Reservistenrolle und er kam in der Hinrunde 2011/12 nur zu vier Einsätzen. So wurde er Ende Februar 2012 zur Rückrunde 2011/12 an den Ligakonkurrenten Lechia Gdańsk ausgeliehen. Für Lechia schoss er in acht Spielen zwei Tore und konnte durchaus überzeugen. Zur Saison 2012/13 kehrte er erneut zu Legia Warschau zurück und konnte sich einen Stammplatz im Team erkämpfen. Allein in der Hinrunde 2012/13 erzielte Kosecki in 14 Spielen sieben Tore. Das veranlasste Legia Warschau im Februar 2013 den Vertrag vorzeitig bis Ende Juni 2017 zu verlängern. Für die Saison 2015/16 wurde er an den deutschen Zweitligisten SV Sandhausen ausgeliehen und zur Saison 2016/17 schließlich fest verpflichtet. Für Sandhausen bestritt er 37 Spiele in der 2. Bundesliga und schoss vier Tore. Zur Saison 2017/18 kehrt er in seine Heimat Polen zurück, wo er bei Śląsk Wrocław in Breslau spielen wird.

### Nationalmannschaft
Ab 2007 spielte Kosecki für die Auswahlmannschaften des polnischen Fußballverbandes (U-17, U-18, U-20). Am 10. Juni 2010 spielte Kosecki erstmals für die polnische U-21-Nationalmannschaft im Freundschaftsspiel gegen Luxemburg (0:1).
Dank seiner starken Leistungen wurde Kosecki im Dezember 2012 vom polnischen Nationaltrainer Waldemar Fornalik, trotz seiner bis dato geringen Erfahrung (19 Spiele in der Ekstraklasa und 7 Tore) in den Kader der A-Nationalmannschaft berufen. Beim 4:1-Sieg am 14. Dezember 2012 in Antalya gegen Mazedonien stand Kosecki dann in der Startelf.

## Erfolge
- Polnischer Meister (2): 2013, 2014
- Polnischer Pokalsieger (3): 2012, 2013, 2015